# Oreobates granulosus
Oreobates granulosus es una especie de anfibio anuro de la familia Craugastoridae.

## Distribución geográfica
Esta especie es endémica de la provincia de Carabaya en la región de Puno, Perú. Habita entre los 1400 y 2000 m de altitud en la Cordillera de Carabaya.

## Publicación original
- Boulenger, 1903 : Descriptions of new batrachians in the British Museum. Annals and Magazine of Natural History, sér. 7, vol. 12, p. 552-557[5]